# Don Calfa
Donald George "Don" Calfa, född 3 december 1939 i Brooklyn i New York, död 1 december 2016 i Palm Springs i Kalifornien, var en amerikansk skådespelare. 
Han är bland annat känd för rollen i skräckkomedin The Return of the Living Dead där han spelade rollen som balsameraren Ernie Kaltenbrunner. I Blake Edwards romantiska komedi Blåst på konfekten (10, 1979) spelade han George Webbers (Dudley Moore) degenererade granne, en granne som George har svårt att låta bli att tjuvkika på. 
Har var även med i filmer som till exempel Länge leve Bernie där han spelade rollen som Paulie en maffiaboss hejduk (1989) och Chopper Chicks in Zombietown (där han också spelade en balsamerare som The Return Of The Living Dead vid namn Ralph Willum).
Hans kännetecken var hans mörka stora ögon och han fick ofta spela lite skumma karaktärer.